# Daniele Bonera
Daniele Bonera (sinh ngày 31 tháng 5 năm 1981 ở Brescia) là một cầu thủ bóng đá người Ý.

## Sự nghiệp câu lạc bộ

### Brescia
Bonera bắt đầu sự nghiệp ở Brescia Calcio, có trận ra mắt ở đội một vào mùa giải 1999-2000, ở Serie B. Tới đầu năm 2002, Bonera trở thành đội trưởng của Brescia ở tuổi 21 và trở thành một trong những hậu vệ phải triển vọng nhất của nước Ý. Sau hai mùa giải ấn tượng nữa cùng Brescia, anh được triệu tập vào đội tuyển bóng đá quốc gia Ý, có trận ra mắt ở trận giao hữu gặp đội tuyển bóng đá quốc gia quốc Morocco.
Vào ngày 5 tháng 9 năm 2002, Bonera chuyển tới Parma F.C. vào mùa giải 2002-03 nhằm thay thế cho Fabio Cannavaro vừa chuyển tới Inter Milan. Anh chơi 114 trận cho Parma ở vị trí hậu vệ phải lẫn trung vệ, trở thành trụ cột cho đội bóng này trước khi công ty mẹ của đội bóng, Parmalat, gặp những rắc rối về tài chính, khiến cho Parma F.C. buộc phải bán cầu thủ chất lượng của họ.
Vào ngày 28 tháng 7 năm 2006, Bonera chuyển tới A.C. Milan với mức phi 3,3 triệu euro.

### Milan
Trận đấu dầu tiên của anh ở cúp C1 là trận gặp R.S.C. Anderlecht vào ngày 17 tháng 10 năm 2006, trận đấu mà anh phải nhận thẻ đỏ vào phút 47 sau khi nhận 2 thẻ vàng và thẻ vàng thứ 2 là do lỗi đá bóng ra xa khi đối phương đang chờ để thực hiện quả đá phạt. Sau khi thi đấu ở cánh phải, Bonera được chuyển vào đá ở vị trí trung vệ sau khi nhiều hậu vệ bị chấn thương và Massimo Oddo mới tới từ S.S. Lazio vào tháng 1 là một hậu vệ phải điển hình. Bonera đã trám rất tốt vào vị trí trung vệ, trở thành một trong những cầu thủ thi đấu tiến bộ nhất của Milan.
Bonera dính chấn thương vào giai đoạn 2 mùa giải 2008-09, cùng với Alessandro Nesta và Kakha Kaladze phải lên bàn mổ.
Sau 10 tháng ngồi ngoài, Bonera đã có sự trở lại thành công sau khi vào sân ở đầu hiệp 2 trận gặp Novara ở Coppa Italia. Bởi Milan đã có cầu thủ để đá cặp tốt cùng Nesta ở vị trí trung vệ là Thiago Silva, Bonera được trả về chơi ở vị trí sở trường của anh là hậu vệ phải. Bonera đã thi đấu rất tốt ở vị trí này, tốt hơn nhiều so với khi anh mới tới Milan. Mặc dù có được vị trí số 1 bên hành lang phải nhưng khi Gianluca Zambrotta, Luca Antonini và Oddo trở lại sau chấn thương, anh mất vị trí hậu vệ phải. Tuy nhiên khi Nesta một lần nữa bị chấn thương, huấn luyện viên Leonardo chọn Bonera để thay thế cho anh. Tuy nhiên, sau những màn trình diễn tồi tệ, Bonera lại phải trở lại băng ghế dự bị.

## Thi đấu quốc tế
Anh được Roberto Donadoni triệu tập vào đội tuyển bóng đá quốc gia Ý cho trận gặp đội tuyển bóng đá quốc gia Scotland ở vòng loại Giải vô địch bóng đá châu Âu 2008.
Anh đã có 16 lần ra sân cho đội tuyển Ý. Anh cũng có 34 lần ra sân cho đội U21.
Ở cấp độ trẻ anh đã từng chơi ở giải U21 Vô Địch châu Âu vào năm 2002 và 2004. Anh cũng chơi ở giải Toulon Tournament vào năm 2000.

## Thống kê sự nghiệp

### Câu lạc bộ
Tính đến 19 tháng 3 năm 2015
| Câu lạc bộ          | Mùa giải            | Giải đấu            | Giải đấu | Giải đấu | Cúp quốc gia | Cúp quốc gia | Châu Âu | Châu Âu | Khác | Khác | Tổng cộng | Tổng cộng |
| Câu lạc bộ          | Mùa giải            | Hạng                | Trận     | Bàn      | Trận         | Bàn          | Trận    | Bàn     | Trận | Bàn  | Trận      | Bàn       |
| ------------------- | ------------------- | ------------------- | -------- | -------- | ------------ | ------------ | ------- | ------- | ---- | ---- | --------- | --------- |
| Brecia              | 1999–2000           | Serie B             | 5        | 0        | 0            | 0            | —       | —       | —    | —    | 5         | 0         |
| Brecia              | 2000–01             | Serie A             | 26       | 0        | 4            | 0            | —       | —       | —    | —    | 30        | 0         |
| Brecia              | 2001–02             | Serie A             | 29       | 0        | 4            | 0            | 4       | 0       | —    | —    | 37        | 0         |
| Brecia              | Tổng cộng           | Tổng cộng           | 60       | 0        | 8            | 0            | 4       | 0       | —    | —    | 72        | 0         |
| Parma               | 2002–03             | Serie A             | 32       | 1        | 2            | 0            | 4       | 0       | —    | —    | 38        | 1         |
| Parma               | 2003–04             | Serie A             | 24       | 0        | 0            | 0            | 5       | 0       | —    | —    | 29        | 0         |
| Parma               | 2004–05             | Serie A             | 35       | 0        | 1            | 0            | 10      | 0       | —    | —    | 46        | 0         |
| Parma               | 2005–06             | Serie A             | 23       | 0        | 0            | 0            | 0       | 0       | —    | —    | 23        | 0         |
| Parma               | Tổng cộng           | Tổng cộng           | 114      | 1        | 3            | 0            | 19      | 0       | —    | —    | 136       | 1         |
| Milan               | 2006–07             | Serie A             | 25       | 0        | 5            | 0            | 6       | 0       | —    | —    | 36        | 0         |
| Milan               | 2007–08             | Serie A             | 21       | 0        | 1            | 0            | 6       | 0       | 1    | 0    | 29        | 0         |
| Milan               | 2008–09             | Serie A             | 18       | 0        | 0            | 0            | 4       | 0       | —    | —    | 22        | 0         |
| Milan               | 2009–10             | Serie A             | 7        | 0        | 2            | 0            | 2       | 0       | —    | —    | 11        | 0         |
| Milan               | 2010–11             | Serie A             | 16       | 0        | 1            | 0            | 3       | 0       | —    | —    | 20        | 0         |
| Milan               | 2011–12             | Serie A             | 20       | 0        | 3            | 0            | 6       | 0       | 0    | 0    | 29        | 0         |
| Milan               | 2012–13             | Serie A             | 13       | 0        | 0            | 0            | 4       | 0       | —    | —    | 17        | 0         |
| Milan               | 2013–14             | Serie A             | 16       | 0        | 0            | 0            | 4       | 0       | —    | —    | 20        | 0         |
| Milan               | 2014–15             | Serie A             | 16       | 0        | 0            | 0            | —       | —       | —    | —    | 16        | 0         |
| Milan               | Tổng cộng           | Tổng cộng           | 152      | 0        | 11           | 0            | 35      | 0       | 1    | 0    | 201       | 0         |
| Tổng cộng sự nghiệp | Tổng cộng sự nghiệp | Tổng cộng sự nghiệp | 326      | 1        | 23           | 0            | 58      | 0       | 1    | 0    | 409       | 1         |

### Thi đấu quốc tế
| Đội tuyển quốc gia | Câu lạc bộ | Giải đấu  | Mùa giải  | Trận | Bàn |
| ------------------ | ---------- | --------- | --------- | ---- | --- |
| Ý                  | Brescia    | Serie A   | 2001–02   | 2    | 0   |
| Ý                  | Parma      | Serie A   | 2002–03   | 1    | 0   |
| Ý                  | Parma      | Serie A   | 2004–05   | 6    | 0   |
| Ý                  | Parma      | Serie A   | 2005–06   | 2    | 0   |
| Ý                  | Milan      | Serie A   | 2007–08   | 3    | 0   |
| Ý                  | Milan      | Serie A   | 2008–09   | 2    | 0   |
| Ý                  | Tổng cộng  | Tổng cộng | Tổng cộng | 16   | 0   |

## Danh hiệu
AC Milan
- UEFA Champions League: 2006-07
- UEFA Super Cup: 2007
- FIFA Club World Cup: 2007
- Scudetto: 2011
- Siêu cúp Italia: 2011

Đội tuyển Ý
- Giải vô địch bóng đá U21 châu Âu: 2004